# 前田喜次郎
前田 喜次郎（まえだ きじろう、生没年不詳）とは明治時代の大阪の版元である。

## 来歴
明治時代に大阪の平野町4丁目において版元を営業している。鈴木年基、2代目長谷川貞信、年正の錦絵を出版している。

## 作品
- 年正 「明治十年七月日薩新報」 大判3枚続 錦絵 明治10年
- 鈴木年基 「有名十八史略 西郷吉之助隆盛」 大判 錦絵 明治11年ころ
- 2代目長谷川貞信 「坂府新名所」 横判 錦絵揃物 明治13年